# Karl Ferdinand Werner
Pour l’article homonyme, voir Ferdinand Werne pour l'explorateur allemand.
Pour les articles homonymes, voir Werner.
Karl Ferdinand Werner, né le 21 février 1924 à Neunkirchen et mort le 9 décembre 2008 à Tegernsee, est un historien allemand.
Il fit ses études à l'université de Heidelberg (docteur ès lettres, histoire, géographie, histoire ecclésiastique en 1950), puis à Paris à l'École pratique des hautes études de 1951 à 1953, se spécialisant dans l'histoire du monde franc et médiéval avant d'enseigner en Allemagne de 1954 à 1968. Il devint cette même année directeur de l'Institut historique allemand de Paris, jusqu'en 1989, et fonda en 1973 la revue Francia. Profondément européen, il a aussi essayé de rechercher les responsabilités et les influences de l'historiographie allemande des XIXe et XXe siècles dans l'essor du nazisme. Il fut élu le 11 octobre 1991 associé étranger de l'Académie des inscriptions et belles-lettres, au fauteuil de Marcel Renard.
Il demeure essentiel de souligner l'influence fondamentale de la médiévistique française sur l'ensemble de son œuvre, sa fréquentation assidue du séminaire de Georges Duby au Collège de France illustrant son intégration dans les milieux universitaires français. En plus de son ample réflexion sur la naissance de l'Allemagne, il peut être défini comme « le plus français des médiévistes allemands ».

## Le travail de l'historien

### Traits fédérateurs de l'ensemble de l'œuvre: héritage des Annales et méthode
La pratique historienne de Werner, qui se situe à la confluence des traditions allemandes et françaises, est profondément marquée par l'héritage de l'École des Annales. L'œuvre de Werner reflète en effet tout autant le souci d'une exactitude érudite, comme en témoigne la multiplication des notes infrapaginales dans l'ensemble de ses monographies  et de ses articles – multiplication qui rappelle aisément l'« Éloge des notes infrapaginales » de Marc Bloch dans son Apologie pour l'histoire -, que l'inscription de l'interrogation historique dans sa contemporéanité. Son article sur « La "conquête franque" de la Gaule » traduit ainsi l'importance qu'il accorde, dans sa réinterprétation de la prise du pouvoir dans l'ancienne province des Gaules par Childéric et Clovis, à la nouvelle « coopération internationale », entre la France et l'Allemagne. Le caractère positif de cette coopération permettrait de « se dégager [...] du lourd héritage » qui entravait jusqu'alors la compréhension de la prise du pouvoir par les Francs.
Sa méthode se fonde essentiellement sur la recherche de sources inédites –  comme en témoigne son ambitieux projet Prosopographia regnorum occidentalium, qui tente de recenser l'ensemble des individus ayant vécu dans l'ouest de l'Europe entre 200 et 1200 - et sur la réinterprétation et la mise en relation de sources précédemment analysées. La rigueur de ses démonstrations, même lorsqu'elles sont jugées erronées, est extrême, et accompagne une remise en question constante de l'ensemble des présupposés historiographiques qui obscurcissent la compréhension de sa période d'étude privilégiée, le Haut Moyen Âge et les origines de la France et de l'Allemagne à partir de la prise du pouvoir par les Francs. Son article « La date de naissance de Charlemagne » combat ainsi une donnée, extraite de la biographie d'Eginhard, qui avait jusqu'alors été admise sans critique par l'ensemble de la communauté historienne.

### Directeur de l'Institut historique allemand à Paris
Sarrois parfaitement francophone, Karl Ferdinand Werner a dirigé l'Institut historique allemand à Paris de 1968 à 1989. Pendant ces vingt années, il impulsa des changements considérables qui marquèrent durablement cet Institut. Ainsi, pendant son mandat, le nombre de postes d'historien doubla (de quatre à huit), le nombre de postes administratifs passa de quatre à sept et la bibliothèque connut une croissance considérable, de 13 000 volumes à 70 000. Au début de son mandat, il organisa aussi le déménagement de l'Institut dans un lieu plus grand, avant un nouveau déménagement lors de sa dernière année en fonction. Pour diffuser les résultats des recherches historiques entreprises, il fonda en 1973 une revue académique qui devint dès l'origine une référence, la revue Francia, et plusieurs séries d'ouvrages savants.

### Champs de recherche principaux

#### L'historiographie
Dans la mesure où Karl Ferdinand Werner attache une importance considérable au renouvellement des problématiques historiques, son œuvre fait évidemment état d'une réflexion historiographique étoffée. Son inscription dans le projet européen, né de la Seconde Guerre mondiale, commande ainsi une vigoureuse dénonciation de l'imbrication de la pensée nazie et de la science historique qui lui était contemporaine. Son article On some examples of the National-Socialist view of History déconstruit de manière systématique, malgré sa brièveté, l'intégration de l'historiographie dans la construction idéologique du régime nazi. Il souligne ainsi le rôle de la réinterprétation de l'œuvre de Christoph Steding – Das Reich und die Krankheit der europäischen Kultur  - à la lumière des évènements de 1940, et sa participation à la construction du concept de « force brute », au cœur de l'idéologie nazie. Werner dénonce également vigoureusement les « mythes de l'héritage humaniste », qui commandent une interprétation erronée de la chute de la partie occidentale de l'Empire romain.

#### Le Haut Moyen Âge
À l'intérieur de la période du Haut Moyen Âge, l'œuvre de Werner se consacre plus spécifiquement à l'étude des Capétiens et des Carolingiens, dans leurs dimensions prosopographiques et administratives. Michel Parisse propose, dans le cadre de l'ouvrage collectif Les Historiens, un diptyque qui permet de caractériser les deux grands champs d'étude de Werner : « princes et principautés » et « la noblesse ».
D'une part, s'appuyant sur sa déconstruction de la chute de l'Empire romain d'Occident - « la prétendue fin de l'Empire et du monde romain a abouti à des erreurs grossières, en particulier dans l'histoire du droit et des institutions »  - Werner a entamé une série de recherches sur la genèse des duchés du VIIIe au Xe siècle. Ces recherches lui permettent d'élaborer le nouveau concept de « regna » - circonscription territoriale d'origine carolingienne qui se forme définitivement au Xe siècle. Cette hypothèse novatrice permet un renouvellement de l'histoire administrative du Haut Moyen Âge, comme en témoigne, par exemple, son article « Quelques observations au sujet des débuts du "duché" de Normandie ». Werner se plaît également à chercher les structures fixes qui permettent de comprendre le fonctionnement du régime carolingien, en embrassant une très large variété de facteurs (géographiques, politiques, etc.). « Missus-marchio-comes. Entre l'administration centrale et l'administration locale de l'Empire carolingien » met ainsi en lumière le caractère particulier de « la royauté carolingienne[, qui] semble disposer d'une administration assez efficace [...] [pour lui permettre] d'agir à travers ses "fonctionnaires" et d'avoir une présence morale lorsqu'il n'y a pas de présence physique ».
Ce sont, d'autre part, ces études qui mènent Werner à travailler sur la noblesse, évidemment responsable de l'administration des territoires. L'historien réussit non seulement à réhabiliter la dynastie des Robertiens, mais également à élaborer une nouvelle théorie sur les origines de la noblesse féodale, qui ne serait plus issue – comme l'avait soutenu Marc Bloch – de la chevalerie mais plutôt des anciennes élites romaines, en postulant « une parfaite continuité depuis la République et l'Empire romain jusqu'au milieu du Moyen Âge ». Il définit ainsi, dès 1979, un des types de la noblesse carolingienne comme des « families whose senatorial rank is confirmed by the sources ». Ces nouvelles observations ne sont cependant pas admises par l'ensemble de la communauté historienne.

#### Les origines de la noblesse européenne
Karl Ferdinand Werner a travaillé sur la noblesse européenne et ses origines situées à l'époque du Haut Moyen Âge. Selon lui, elle dérive de la noblesse franque qui est elle-même la continuation institutionnelle de la noblesse romaine telle que la république puis les empereurs l'ont façonnée. C'est une classe de détenteurs de la puissance publique selon les règles romaines, composée de Francs et de Gallo-romains et devenue héréditaire sous les derniers Carolingiens.

## Publications
- Die Entstehung des Reditus regni Francorum ad stirpem Karoli, Diss. 1950.
- Aufstieg der westlichen Nationalstaaten, in: Historia Mundi, VI, 1958.
- Untersuchungen zur Frühzeit des französischen Fürstentums, 8-10 Jahrhundert, 1960.
- Das NS-Geschichtsbild und die deutsche Geschichtswissenschaft, 1967.
- Die Nachkommen Karls des Grossen bis um das Jahr 1000, in: Karls des Großen Lebenswerk und Nachleben, IV, hrsg. v. W. Braunfels, 1967.
- Das Frankenreich 486-911 (carte murale)., 1967, 1972.
- Structures politiques du monde franc (VIe – XIIe siècles) : études sur les origines de la France et de l'Allemagne, 1979.
- Histoire de France  (sous la direction de Jean Favier), t. 1 : Les origines : avant l'an mil, Paris, Librairie générale française, coll. « Références » (no 2936), 1992 (1re éd. 1984, Fayard), 635 p. (ISBN 2-253-06203-0).
- Hludovicus Augustus : gouverner l'empire chrétien, idées et réalités, 1990.
- Volk, Nation. Geschichtliche Grundbegriffe, VII., 1992.
- « Il y a mille ans, les Carolingiens : fin d'une dynastie, début d'un mythe », Annuaire-Bulletin de la Société de l'histoire de France, 1993.
- Marc Bloch und die Anfänge einer europäischen Geschichtsforschung, 1994.
- « Karl der Große oder Charlemagne? », in Sitzungsberichte der Bayerischen Akademie der Wissenschaften, 1995.
- Die Ursprünge Frankreichs bis zum Jahr 1000, Deutscher Taschenbuch Verlag München, 1995.
- « Politik und kirchliche Konflikte in Lotharingien und Burgund im Spiegel des lat. Tierepos (10.-11. Jh.) », in Rheinische Vierteljahrsblätter, 1997.
- Völker und Regna (Beiheft HZ), 1997.
- Naissance de la noblesse : l'essor des élites politiques en Europe, Paris, Fayard, 1999 (édition revue et corrigée) (1re éd. 1998), 587 p. (ISBN 978-2-213-02148-5 et 2-213-02148-1, présentation en ligne).
- Enquêtes sur les premiers temps du principat français (IXe – Xe siècles)  (trad. de l'allemand par Bruno Saint-Sorny, préf. Olivier Guillot, postface Michel Parisse), Ostfildern, Jan Thorbecke Verlag, coll. « Instrumenta » (no 14), 2004, 336 p. (ISBN 3-7995-7914-1, présentation en ligne, lire en ligne).

## Articles
- (en) Karl Ferdinand Werner, « On Some Examples of the National-Socialist View of History », Journal of Contemporary History, vol. 3, no 2,‎ 1968, p. 193–206 (ISSN 0022-0094).
- « Quelques observations au sujet des débuts du « duché » de Normandie », dans Droit privé et institutions régionales : études historiques offertes à Jean Yver, Paris, 1976, dans Structures politiques du monde franc (VIe – XIIe siècles) : études sur les origines de la France et de l'Allemagne, Londres, Variorum Reprints, 1979, p. 691-709.
- « Important Noble Families in the Kingdom of Charlemagne », dans Timothy Reuter, dir., The medieval nobility, Amsterdam/New York/Oxford, North-Holland Publishing Company, 1979.
- « De Childéric à Clovis : antécédents et conséquences de la bataille de Soissons en 486 », Revue archéologique de Picardie, nos 3-4 « Actes des VIIIe journées internationales d'archéologie mérovingienne de Soissons (19-22 Juin 1986) »,‎ 1988, p. 3-7 (lire en ligne).
- « Du nouveau sur un vieux thème : les origines de la « noblesse » et de la « chevalerie » », Comptes rendus des séances de l'Académie des Inscriptions et Belles-Lettres, Paris, de Boccard, no 1, 129e année,‎ septembre 1985, p. 186-200 (lire en ligne).
- « La « conquête franque » de la Gaule : itinéraires historiographiques d'une erreur », Bibliothèque de l'École des chartes, Paris / Genève, Librairie Droz, t. 154,‎ 1996, 1re livraison, p. 7-45 (lire en ligne).

Recueil d’articles :
- Vom Frankenreich zur Entfallung Deutschlands und Frankreichs, Sigmaringen, 1984, présentation en ligne.